# NGC 5308
NGC 5308 هي مجرة محدبة تقع في كوكبة الدب الأكبر. تم اكتشافها في 19 مارس 1790 من قبل ويليام هيرشل. وصفها جون لويس إميل دراير بأنه «مشرقة وكبير جدا» عندما قام بتجميع الفهرس العام الجديد. وجود مجرة صغيرة غير منتظمة بالقرب منها إسمها LEDA 2802348.
تم تصويرها من قبل تلسكوب الفضاء هابل في عام 2016. ويبدو أن المجرة عبارة عن قرص مسطح على نحو سلس نموذجية من معظم المجرات المحدبة. العديد من التجمعات الكروية الكبيرة تدور حول المجرة مرئية كنقاط صغيرة محيطة بالمجرة، ومعظمها تكونت في السابق والنجوم القديمة مماثلة للمجرة نفسها.
تم اكتشاف مستعر أعظم في عام 1996 من نوع Ia. كان المستعر الأعظم 10.5 «جنوبا و 17.9» غرب وسط المجرة، وكان حجمه الظاهري الواضح 15.

## وصلات خارجية
- NGC 5308 على موقع ويكي سكاي: DSS2, SDSS, GALEX, IRAS, Hydrogen α, X-Ray, Astrophoto, Sky Map, Articles and images